# Frederick Low
Frederick Ferdinand Low, född 30 januari 1828, död 21 juli 1894, var en amerikansk republikansk politiker.
Han var född och uppvuxen i Maine. Low flyttade 1849 till Kalifornien. Han var ledamot av USA:s representanthus 1862-1863.
Low var den nionde guvernören i delstaten Kalifornien 1863-1867. Under Lows administration lades fram planerna för grundandet av universitetssystemet University of California. Han var USA:s minister i Kina 1869-1874.
Low dog i San Francisco och hans grav finns på begravningsplatsen Cypress Lawn Memorial Park i Colma.